# Callicostella guatemalensis
Callicostella guatemalensis är en bladmossart som beskrevs av Florschütz-de Waard 1990. Callicostella guatemalensis ingår i släktet Callicostella och familjen Hookeriaceae. Inga underarter finns listade i Catalogue of Life.